# Vĩnh Thành, Thạnh Trị
Vĩnh Thành là một xã thuộc huyện Thạnh Trị, tỉnh Sóc Trăng, Việt Nam.

## Địa lý
Xã Vĩnh Thành nằm ở phía tây huyện Thạnh Trị, có vị trí địa lý:
- Phía đông giáp xã Thạnh Tân và xã Thạnh Trị
- Phía tây giáp xã Vĩnh Lợi và thị xã Ngã Năm
- Phía nam giáp thị trấn Hưng Lợi và xã Châu Hưng
- Phía bắc giáp thị xã Ngã Năm.

Xã Vĩnh Thành có diện tích 25,87 km², dân số năm 2022 là 7.746 người, mật độ dân số đạt 338 người/km².

## Hành chính
Xã Vĩnh Thành được chia thành 7 ấp: 16/1, 17, 19, 20, 22, 23, Vĩnh Thắng.

## Lịch sử
Ngày 1 tháng 4 năm 2003, Chính phủ ban hành Nghị định số 31/2003/NĐ-CP về việc thành lập xã Vĩnh Thành trên cơ sở 2.562,47 ha diện tích tự nhiên và 4.795 người của xã Vĩnh Lợi.